# Bahía de Placentia
La bahía de Placentia (del inglés: Placentia Bay) es un cuerpo de agua localizado en la costa sudeste de la isla de Terranova, Canadá. La bahía está formada por la península de Burin al oeste y por la península de Avalon al este.
Inicialmente, la bahía pertenecía a Francia, que estableció su capital en Placentia. Pero en 1713 los británicos ganaron el control de la bahía a través del Tratado de Utrecht .
Actualmente, las principales comunidades situadas a lo largo de la bahía son Argentia (450 hab. en 2001), Placentia (3.898 hab. en 2006), Marystown (5.436 hab. en 2006) y Burin (2.470 hab. en 2001).